# Cosmas Shi Enxiang
Cosmas Shi Enxiang (* 1921; † 30. Januar 2015) war ein römisch-katholischer Bischof und Apostolischer Präfekt von Yixian in der chinesischen Provinz Hebei.

## Leben
Cosmas Shi Enxiang empfing 1947 die Priesterweihe. Aufgrund seines Engagements gegen die regimenahe „Chinesische Katholisch-Patriotische Vereinigung“ wurde er 1954 erstmals inhaftiert und verbrachte danach die Zeit zwischen 1957 und 1980 in chinesischen Gefängnissen und Arbeitslagern. Während der Lagerhaft leistete er Zwangsarbeit in verschiedenen Tätigkeiten. Er wurde zur Arbeit in den staatlichen landwirtschaftlichen Betrieben von Heilongjiang und auch in den Kohlebergwerken von Shanxi gezwungen.
1982 wurde er heimlich zum Weihbischof der Apostolischen Präfektur von Yixian  geweiht, bevor er 1995 als Nachfolger des schwer erkrankten Peter Liu Guandong zum Bischof der römisch-katholische Apostolische Präfektur mit Sitz im Kreis Yi ernannt wurde. Offiziell ist der Bischofssitz schon seit 1961 vakant und wurde seitdem wegen der Verfolgung von Christen in China nur durch Untergrundbischöfe besetzt.
1983 wurde er erneut verhaftet und verbrachte die folgenden drei Jahre im Gefängnis. Es folgten drei Jahre Hausarrest. Kaum frei, wurde er 1989, als sich die Bischofskonferenz der Untergrundbischöfe konstituierte, wieder verhaftet und erst 1993 wieder freigelassen. Am 13. April 2001 wurde er erneut inhaftiert, und seitdem hatten weder kirchliche Stellen noch seine Familie, trotz regelmäßiger Nachfragen bei den staatlichen chinesischen Institutionen, etwas von ihm gehört bis zur Meldung seines Todes am 30. Januar 2015 durch die Behörden. Insgesamt hatte Bischof Cosmas Shi Enxiang 54 Jahre seines Lebens aufgrund seines Glaubens in Haft verbracht.
Die katholische Nachrichtenagentur Asianews hatte ihn und den weiterhin inhaftierten Bischof Jakob Su Zhimin, der auch schon über 40 Jahre in Gefängnissen verbrachte, zu „Menschen des Jahres 2011“ erklärt.